# NGC 5627
NGC 5627 é uma galáxia lenticular (S0) localizada na direcção da constelação de Boötes. Possui uma declinação de +11° 22' 42" e uma ascensão recta de 14 horas, 28 minutos e 34,2 segundos.
A galáxia NGC 5627 foi descoberta em 4 de Abril de 1831 por John Herschel.